# Льоренте, Хуан Антонио
Хуа́н Анто́нио Льоре́нте (30 марта 1756, Ринкон-дель-Сото, близ Калаорры — 5 февраля 1823, Мадрид) — испанский историк инквизиции, католический священник, доктор канонического права.

## Биография
В 1778 году поступил в университет Сарагосы.
В 1785—1801 годы с перерывами занимал ряд должностей в учреждениях инквизиции, включая с 1789 года секретаря инквизиции в Мадриде.
В 1808 году присоединился к правительству короля Ж.Бонапарта и добился упразднения в декабре 1808 года инквизиции.
Был назначен главой инквизиционного архива, что позволило ему изучить документы по истории испанской инквизиции.
В 1814 году эмигрировал в Париж, где выпустил работу «Критическая история испанской инквизиции», а в 1822 году опубликовал (два тома) «Политические портреты пап от Святого Петра до Пия VII», за что был выслан из Франции.
Первым представил общую оценку жертв инквизиции в Испании: в 1481—1808 гг, по его утверждению, жертвами инквизиции были 341 021 человек, из которых 31 912 было сожжено живыми.

## Сочинения
- Льоренте Х. А. История испанской инквизиции. Том I
- Льоренте Х. А. История испанской инквизиции. Том II